# Pálfalvi Piroska
Pálfalvi Piroska, született Farkas (Bukarest, 1934. július 5. – 2023. december 11.) erdélyi magyar tankönyvíró. Férje, Pálfalvi Attila, fia Pálfalvi Gábor.

## Életútja
A kolozsvári Magyar Kereskedelmi Líceumban érettségizett (1952), a Bolyai Tudományegyetem Természetrajz-Kémia Karán szerzett diplomát (1956). Tanári pályáját Kolozsvárt a 3. számú Leánygimnáziumban kezdte (1956–59), majd a Kolozsvári Magyar Tannyelvű Hallássérültek Iskolájában gyógypedagógus (1959–89), közben Bukarestben 1961-ben pedagógiai-lélektani és gyógypedagógiai véglegesítő vizsgát tett.

## Munkássága
Csöregi Lászlóval társszerzésben készítette a siketek iskolája számára a Magyar Nyelv című olvasás- és beszédfejlesztő II. és III. osztályos (1976, 1977) és V. osztályos (1980) tankönyveket. A hallássérültek iskolájának I. osztályában használt Ábécéskönyv (1980) szakmai ellenőrzője. Az Igazság napilap hasábjain többször is írt a hallássérültek iskoláztatásának gondjairól. Nyugdíjba vonulása óta (1990) részt vesz a siketek oktatásával kapcsolatos tankönyvek és szakdolgozatok bírálóbizottságában.